# Konkubinat
Konkubinat (lateinisch concubinatus) bezeichnet eine meist dauerhafte, nicht-eheliche und öffentlich geführte geschlechtliche Beziehung zwischen einem Mann und einer Frau. Im Gegensatz zur Ehe ist diese Verbindung nicht durch das Eherecht geregelt.

## Begriff und Verwendung
Der weibliche Partner einer Konkubinatsbeziehung wird als Konkubine oder Beischläferin bezeichnet; eine Bezeichnung für den männlichen Partner hat sich im deutschen Sprachgebrauch nicht etabliert. Während der Terminus im deutschen Sprachraum im Allgemeinen veraltet ist, ist er in der Schweiz lebendig geblieben und wird in der Gegenwart dort auch auf unverheiratet zusammenlebende Paare angewendet (siehe auch eheähnliche Gemeinschaft).

## Abgrenzung und rechtliche Bedeutung
Konkubinat ist die Bezeichnung einer geschlechtlichen – im Regelfall heterosexuellen – Beziehung oder aber ein eheähnliches Zusammenleben zwischen zwei Personen verschiedenen Geschlechts. Maßgeblich ist, dass diese Personen nicht miteinander verheiratet sind und die Beziehung nicht als Prostitution anzusehen ist, die Frau oder der Mann also nicht für eine sexuelle Dienstleistung entlohnt wird. 
Der Begriff beschreibt kein Rechtsverhältnis, sondern einen Tatbestand, der durch das Fehlen einer Ehe zwischen den Beteiligten gekennzeichnet ist, um von diesem ausgehend Rechtsfolgen zu beschreiben. Dazu gehört insbesondere der rechtliche Status von Kindern, die einer solchen Verbindung entstammen oder das auch strafrechtlich sanktionierte Konkubinatsverbot. Der rechtliche Status von Kindern aus einer solchen Beziehung kann dabei abhängig vom historischen und kulturellen Kontext äußerst unterschiedlich sein, von der Ehelichkeit (das Kind der Konkubine gilt als Kind der/einer Ehefrau) über den Stand als legitimes Kind des Erzeugers (aber nicht seiner etwaigen Ehefrau), der Legitimierbarkeit bis hin zur unwiderruflichen gesellschaftlichen Verfemung als Bastard (siehe auch Unehelichkeit). Ein Konkubinat darf daher nicht mit der Polygamie gleichgesetzt werden, da bei dieser auch die weitere Frau mit ihrem Mann vollgültig verheiratet ist, mag auch zwischen den Ehefrauen ein Rangverhältnis bestehen. Vielmehr ist die Verwendung des Begriffs Konkubinat (nicht aber der der Konkubine) ungebräuchlich, wenn eine Konkubine, unabhängig von der konkreten Zahl der Ehefrauen, Angehörige eines polygamen bzw. auf Polygamie ausgerichteten Haushalts ist. Verbunden mit dem Begriff Konkubinat ist aber auch eine rechtliche oder gesellschaftliche Herabsetzung der Konkubine.
Außerhalb der Schweiz wird der Begriff „Konkubinat“ heute noch von zumeist älteren gebildeten Menschen benutzt, die die mit der Begriffsbenutzung verbundenen negativen Bewertungen des Sozial- und Sexualverhaltens von Paaren für angebracht halten (als Synonym für den Begriff „Wilde Ehe“ in einer gehobenen Stilschicht). In vielen Ländern aber ist es im Hinblick auf Fragen des verwandtschaftlichen Verhältnisses juristisch irrelevant, ob die biologischen Eltern eines Kindes verheiratet waren oder sind. Auch ist das Zusammenleben nicht Verehelichter einschließlich ihres regelmäßigen sexuellen Verkehrs nicht mehr verboten und mit Strafe bedroht. Dadurch gibt es von Rechts wegen außerhalb der Schweiz keine Notwendigkeit mehr, von „Konkubinaten“ zu sprechen. Auch wegen der mit dem Begriff verbundenen negativen Konnotationen ist der Begriff im deutschsprachigen Raum zunehmend weniger gebräuchlich.
„Konkubinat“ als Begriff tritt (zumeist in historischen Kontexten) vornehmlich dann in Erscheinung, wenn die beteiligten Personen (in der Regel der Mann) an einer Eheschließung gehindert sind, aber gleichwohl an einer sexuellen Beziehung oder einem eheähnlichen Zusammenleben interessiert sind. Das kann zum Zwecke des Lustgewinns bei einer ungeliebten Ehefrau, oder aber zum Zwecke der Zeugung eines Erben, bei einer unfruchtbaren Ehefrau, sein. Eines der bekannteren literarischen Beispiele für letzteren Fall ist die Magd Hagar, mit der Abraham seinen Sohn Ismael zeugt. Gründe für ein Ehehindernis konnten dabei eine anderweitige Verheiratung, die rechtliche, wirtschaftliche oder soziale Unmöglichkeit einer Scheidung, die Verpflichtung zur zölibatären Lebensweise, ein fehlendes Konnubium aufgrund Standesunterschieds, unterschiedlicher „Rasse“ bzw. Nationalität oder Religion oder die sonstige rechtliche oder auch wirtschaftliche Unmöglichkeit einer weiteren Eheschließung und so weiter sein. Ein ganz anderes Motiv tritt bei den frühen Osmanenherrschern zu Tage. Diese verheirateten sich auch über die Religionsgrenzen hinweg (Die bekanntesten Fälle sind die der serbischen Prinzessinnen Mara Branković und Olivera Lazarević), um politische Allianzen zu bekräftigen, wie dies auch in Europa der Fall war. Sie nahmen aber davon Abstand, mit diesen Frauen Nachkommen zu zeugen, um deren Familien keinen Einfluss bei der Thronfolge zu ermöglichen, sondern bedienten sich zu diesem Zwecke ihrer Konkubinen. Damit taucht diese Beziehungsform quer durch alle sozialen Schichten und alle Kulturen auf, vom europäisch-christlichen Mittelalter bis zum Kaiserreich China, zum Kaiserreich Japan und bis zur Kolonialgesellschaft in Niederländisch-Indien. Da die traditionelle Definition des Konkubinats immer auf die heterosexuelle Ehe Bezug nimmt, ist er grundsätzlich auch nicht anwendbar bei homosexuellen Beziehungen und nicht auf alle ehelichen und der Ehe angenäherten Rechtsformen.

## Konkubinat im alten Rom
Im alten Rom ist der Begriff concubina erstmals in den Komödien des Plautus belegt. Der Wortstamm ist concumbere, „beieinander liegen“.
Das als concubinatus bezeichnete Zusammenleben zwischen Mann und Frau ohne Eheschließung war besonders bei Angehörigen der römischen Armee verbreitet und als Rechtsinstitution bedingt anerkannt. In der Spätantike wurde das Konkubinat unter christlichem Einfluss bekämpft.
Das römische Konkubinat existierte bereits vor der späten Republik und der Kaiserzeit, aber in dieser Zeitspanne fand ein regelrechter Aufschwung im Vorkommen statt.

### Was wurde unter Konkubinat verstanden?
Im antiken Rom bestand nicht nur die legale Ehe (iustum matrimonium) als Lebensgemeinschaft zweier Partner, denn das römische Konkubinat war weit verbreitet und galt als eine rechtmäßige Beziehung (legitima coniunctio). Allgemein bestand eine grundsätzlich monogame Partnerschaft zwischen Partnern unterschiedlichen Standes, denn die Konkubine hatte einen niedrigeren sozialen Status als ihr Partner. Dieser Beziehungstyp existierte in allen Gesellschaftsschichten im römischen Reich. Nach modernem Verständnis gab es zwei außereheliche Beziehungstypen, concubinatus und contubernium:
- im concubinatus beabsichtigte mindestens einer der Partner keine Ehe und
- im contubernium fehlte die Eheberechtigung, da wenigstens eine Person ein Sklave war und diese per se nicht heiraten durften.

Beide Beziehungstypen konnten dennoch zur Ehe führen, wenn beide Parteien freie, römische Staatsbürger waren oder wurden und weiterhin zusammenlebten. Im Folgenden wird ausschließlich das concubinatus behandelt.
Die augusteischen Gesetze über Ehe und Ehebruch (Lex Iulia et Papia) führten dazu, dass manche Arten des Konkubinats legitim wurden. Das Gesetz gestattete dem Zivilstand außereheliche Beziehungen mit Frauen, mit denen aus sozialen und moralischen Gründen keine gültige Ehe eingegangen werden konnte. Diese Frauen kamen entweder aus sozial niedrigen Schichten oder würden, nach römischem Verständnis, ein frivoles Leben führen. Infolgedessen gab es einen Mangel an ehequalifizierten Frauen. Für Soldaten war es noch notwendiger als für den Zivilstand ein Ersatzinstitut zu schaffen, denn sie unterlagen während ihrer Dienstzeit einem Eheverbot.

### Rechtswesen
Das Rechtswesen wies für die Ehe und das Konkubinat sowohl Unterschiede als auch Überschneidungen auf. Bestimmte Grundvoraussetzungen für die Ehe und das Konkubinat waren notwendig: Das Mädchen musste das Pubertätsalter von zwölf Jahren erreicht haben, Verwandtschaft stellte ein Hindernis dar und die Partnerschaft zwischen einem Tutor und seinem früheren Mündel war verboten. Alle sonstigen Hindernisse, die im öffentlichen Interesse der Ehe als Grundlage des Staates galten, entfielen dagegen für das Konkubinat. Nichtsdestotrotz waren diese Beziehungen erheblich selbstregulierend, da moralische Normen und Rechtsprinzipien unterschiedliche Funktionen haben. Dadurch wurde die Entwicklung der Rechtsregulierung komplex und unvorhersehbar.

### Stuprum und adulterium
Praktischer Ausgangspunkt für die Entstehung des Konkubinats war das von Augustus verkündete Lex Iulia de adulteriis coercendis um 18./17. v. Chr. Dieses bezweckte die Unterdrückung unehelicher, sexueller Beziehungen, die von der römischen Gesellschaft als inakzeptabel angesehen wurden, insbesondere den Ehebruch. Solche Handlungen wurden durch ein Gerichtsverfahren vor einem ständigen Strafgericht, dem Quaestio Perpetua de Adulteriis, bestraft, was die Macht dieses Gesetzes belegt. Die Juristen beschwerten sich allerdings darüber, dass adulterium (Sexualdelikt mit einer verheirateten und von der Strafverfolgung nicht ausgenommenen Frau) und stuprum (Unzucht mit einer unverheirateten, nicht unter dem Strafgesetz ausgeschlossenen Frau) im Gesetz nicht ausreichend definiert waren. In ihren rechtlichen Stellungnahmen rieten sie demnach unterschiedlich; aus persönlicher Überzeugung oder als Reaktion auf Richtlinien von bestimmten Kaisern. Der Kontext ihrer Ratschläge kann eine Aufzeichnung einer Gerichtsentscheidung, ein Kommentar zum Lex Julia et Papia oder Ratschläge zur Haftungsvermeidung für stuprum sein. Es galt somit eine außereheliche Beziehung, nämlich das Konkubinat, zu verwirklichen ohne Gefahr zu laufen, dass eine Strafanzeige nach dem Lex Iulia de adulteriis coercendis erfolgte.
Juristen diskutierten Kategorien von Konkubinen, die ohne strafrechtliche Verfolgung erlaubt waren. Dies waren die sua liberta (die eigene, freigelassene Frau), die aliena liberta (die freigelassene Frau eines anderen Patrons) und ingenua (die Freigeborene). In einem Rechtstext des Juristen Marcellus (D.23.2.41.1) führt dieser aus, dass er kein Konkubinat mit einer aliena liberta erlauben würde, denn sie könne den ehrbaren Status einer materfamilias nicht wahren, was bezeugt, dass die sua liberta diesen innehaben konnte. Mit dieser Stellungnahme bestätigt Marcellus die Ehrbarkeit eines Patrons seine Freigelasse als Konkubine zu nehmen. Dies würde die Ansicht belegen, dass der männliche Partner seine sua liberta Konkubine wegen Ehebruchs strafrechtlich verfolgen konnte. Daraus ist zu schließen, dass diese Kategorie des Konkubinats deutlich eheähnlich einzustufen wäre. Andere Juristen stellten breitere Definitionen für Konkubinen auf, indem sie freigelassene Sklavinnen anderer Männer einschließen und nicht-verrufene, freigeborene Frauen niedrigen Status. Marcian definierte in seinem Rechtstext (D.25.7.3.pr.), dass alienae libertae und ingenuae Konkubinen werden können.

### Eigentum
Grundsätzlich waren Mann und Frau zivilrechtlich gleichgestellt, denn sie konnten zu gleichen Teilen erben. Frauen konnten ihr Eigentum selbst verwalten sowie Berufe ausüben und Geschäfte führen. Die Ehe hatte rechtliche Auswirkungen in zwei wichtigen Bereichen: im Eigentum und bei der Produktion legitimer Kinder. Die Mitgift (dos) fungierte als finanzielle Absicherung für die im Falle einer schuldlosen Trennung oder bei dem Tod des Ehegattens. Die Konkubine konnte formlos entlassen werden. Daraus kann abgeleitet werden, dass die Konkubine finanziell nicht abgesichert war. Dos konnte ohne Ehe nicht existieren, aber der umgekehrte Fall konnte vorkommen. Plautus bestätigte, dass eine Ehe ohne Mitgift unerwünscht und unanständig angesehen war und dass dos darauf hindeutete, dass beide Parteien eher eine legale Ehe als ein Konkubinat beabsichtigten. Es schien daher unangemessen, ein Mädchen ohne dos in eine reiche Familie zu verheiraten, denn dies brachte das Mädchen in eine schwache Position.

### Schenkungen
Ehegatten durften sich nicht gegenseitig beschenken. Im Gegensatz dazu durfte die Konkubine beschenkt werden und diese Geschenke konnten sogar beachtlich sein. Sie durften nicht zurückgenommen werden, auch nicht im Falle eines späteren Ehevertrags zwischen denselben Parteien; ein zuvor rechtsgültiges Geschenk wurde damit nicht ungültig. Ein Geschenk war ungültig, wenn eine Ehe den römischen Gepflogenheiten und Gesetzen entsprach.

### Erbschaft
Die Erbschaft zwischen Ehepartnern war im Rechtswesen festgelegt. In manchen Fällen war es sogar vorteilhaft, wenn die Beziehung als Konkubinat angesehen wurde, denn der Mann konnte seiner Konkubine zumindest Geschenke machen, die ihr rechtlich gehörten. Soldaten, die in einer festen Beziehung leben wollten, mussten sogar ein Konkubinat eingehen. Sie durften ihren Konkubinen Erbschaften und Vermächtnisse hinterlassen, wenn ein militärisches Testament vorlag, solange diese Frauen „respektabel“ mit der Würde einer materfamilias waren. Bezüglich Erbschaft scheint die Konkubine in der schwächsten Position in Vergleich mit deren Kindern gewesen zu sein, denn für die Soldatenkinder war gesorgt. Außerdem spielte der häufige Analphabetismus mancher Frauen eine Rolle. Analphabeten setzten Schreibkundige ein, konnten aber natürlich potenziell von ihnen betrogen werden. Die Soldatenzeugnisse beim Dienstverlass dienten dazu Betrug zu vermeiden und deren Formulierungen belegen eine Art legitimer Ehe, nämlich eine monogame und dauerhafte Beziehung. Diese konnten für eine gewisse Rechtssicherheit für die Konkubine beitragen.

### Kinder
Obwohl es nicht die Funktion der Konkubine war, Kinder zu gebären, wurden Kinder dennoch gezeugt. Kinder, die außerhalb einer rechtlich gültigen Ehe geboren wurden, waren iniusti und ihr Status hing von dem ihrer Mutter ab. Diese Regelung galt ebenfalls für die Kinder anerkannter Konkubinen. War die Konkubine eine freie oder freigelassene römische Bürgerin, waren die Kinder frei geboren und römisch, aber hatten keinen Rechtsanspruch gegenüber dem Vater. Der Vater konnte sie als seine iniustus filius oder filius naturalis betrachten und diese Beschreibungen hielten keine abwertende Konnotation. Sie konnten von ihrem Vater anerkannt werden. Eine weitere Facette wurde von dem Juristen Paul in seinem Rechtstext (D.23.2.65.1) betont: Die Beziehung eines Beamten in der Provinz wurde in eine legale Beziehung umgewandelt, sobald der Beamte sein Amt in der Provinz niederlegte. Die danach geborenen Kinder wurden als ehelich und als legitim angesehen. Daraus ist zu schließen, dass Geschwisterkinder von denselben Eltern, wobei der Vater römischer Beamter war und die Mutter aus seiner Dienstprovinz, unterschiedlichen Status haben konnten. Die Kinder geboren vor dem Ausscheiden seines Dienstes waren Konkubinenkinder und somit illegitim mit dem Status der Mutter und die Kinder geboren nach seinem Dienstschluss konnten aus einer legitimen Ehe stammen, was wieder auf die Komplexität der Auswirkung des Konkubinats im Rechtswesen hinweist.

### Welche Bedürfnisse erfüllte das Konkubinat?
Männer suchten sich aus verschiedenen Gründen eine Konkubine. Es war zeitgenössische Praxis der Elite, das Konkubinat zu tolerieren, wenn ein Witwer mit Kindern eine Begleiterin mit niedrigerem Status wünschte, ohne bestehende Erbschaftsregelungen zu gefährden. Auch Männer, die entweder jung oder nicht ehebereit waren, konnten sich eine Konkubine nehmen. Der Mann bekam eine feste Beziehung zu einer Lebenspartnerin, die keinen Rechtsanspruch auf sein Eigentum hatte, und Kinder wurden nicht von ihr erwartet.
Das Konkubinat erfüllte zudem die Bedürfnisse von Soldaten, die eine eigene Gesellschaftsschicht bildeten. Da sie während ihrer Dienstzeit nicht heiraten durften, waren sie auf das Konkubinat angewiesen. Des Weiteren war es Provinz-Beamten nicht gestattet eine Frau aus der Provinz zu heiraten. Der Beamte durfte sie nur als Konkubine halten. Senatoren durften Freigelassene als Konkubine halten, während die gewöhnlichen ingenui Freigelassene heiraten durften.
Auch bei den Frauen bestanden unterschiedliche Gründe, weshalb sie sich dem Konkubinat zuwandten. Wenn die Familie eines Mädchens keine Mitgift stellen konnte, war ein Konkubinat für sie ein Weg. Sie befand sich dann in einer stabilen und rechtlich anerkannten Beziehung. Durch die augustinischen Eheverbote für nicht ehequalifizierte Frauen wurde eine Vielzahl von Ehen für rechtlich ungültig erklärt. Als Alternative gingen Frauen niedrigerer sozialer Schichten ein Konkubinat ein. Die Frau hatte vermutlich einen höheren Lebensstandard als mit einem Mann ihres eigenen sozialen Status.

### Moral- und Wertevorstellungen
Die Konkubine war ein Ersatz für die fehlende Ehefrau in manchen Lebensphasen des römischen Mannes. Diese Zusammenlebensform beruhte auf Absicht, Moral und Wertevorstellungen, was zu Verwirrungen auf gesellschaftlicher und rechtlicher Ebene führte. Es konnte kompliziert werden, die Art der Beziehung eindeutig festzustellen.
Eine Konkubine unterschied sich von einer Ehefrau rein durch die Absicht des Mannes, keine Ehe eingehen zu wollen und die Konkubine als coniunx (Gatte) zu betrachten. Der anhaltende Wille, den Partner als coniunx zu betrachten, wurden von Juristen als affectio maritalis (eheliche Haltung) definiert. Falls der Mann seine Absicht im Hinblick auf die Beziehung änderte, konnte das Konkubinat in eine Ehe übergehen, vorausgesetzt, dass keine rechtlichen Disqualifikationen vorlagen.
Es ist davon auszugehen, dass die erwünschten Tugenden der Ehefrau direkt übertragbar auf die Konkubine waren. Die Frau hatte „bescheiden, rechtschaffen, einfach, gut, tüchtig, zuverlässig, klug, gehorsam, liebevoll, treu, keusch und schamhaft“ zu sein. Die Konkubine stellte somit einen Teil eines funktionierenden Systems dar und muss sich in der quasi-Rolle der Ehefrau befunden haben, ohne auf deren Rechte zurückgreifen zu können.

## Konkubinat im christlichen Kulturkreis

### Wortbedeutung im katholischen Kirchenrecht
Nach katholischem Kirchenrecht galten Ehen, die im Geltungsbereich des Tridentinischen Konzils und des damit zusammenhängenden Eheschließungsrechts nicht vor dem zuständigen katholischen Pfarrer geschlossen wurden, noch bis ins 20. Jahrhundert als Konkubinat. Dies galt für Ehen zwischen Evangelischen, die vor einem evangelischen Pfarrer geschlossen wurden, ebenso wie für bloße Zivilehen. Für bestimmte Gebiete wurde jedoch die verbindliche Wirkung des tridentinischen Dekrets für protestantische Ehen ausgesetzt, zuerst durch eine päpstliche Konstitution von Benedikt XIV. vom 4. November 1741 (Benedictina), so dass die evangelische Ehe dort nicht als Konkubinat angesehen werden konnte.

### Wortbedeutung in Deutschland und Österreich
In Deutschland und Österreich werden die Begriffe Konkubinat und Konkubine heute vorwiegend auf nichteheliche Partnerschaften in früheren Epochen bezogen. Nicht selten wurden diese Beziehungen, die in vielen Fällen auf mangelnden Eheschließungsmöglichkeiten wie fehlenden Heiratslizenzen beruhten, strafrechtlich verfolgt. Beispielsweise bedrohte der mit „Konkubinat“ überschriebene Artikel 95 des Bayerischen Polizeistrafgesetzbuchs von 1862, das bis 1871 in Kraft blieb, „Personen, welche in fortgesetzter außerehelicher Geschlechtsverbindung in einer Wohnung zusammenleben“ mit einer Geldstrafe bis zu 25 Gulden oder Arrest bis zu 8 Tagen und ordnete die Trennung der Partner an. Das Bayerische Polizeistrafgesetzbuch von 1872 enthielt zunächst keine Bestimmung gegen das Konkubinat, es wurde allerdings 1882 durch Einfügung des Art. 50a wieder unter Strafe gestellt (Geldstrafe oder Haft bis zu 8 Tage, im Wiederholungsfall bis zu sechs Wochen). Das Bayerische Landesstraf- und Verordnungsgesetz von 1957 als Nachfolger des Polizeistrafgesetzbuchs bedrohte das Konkubinat nach Art. 25 mit Geldstrafe oder Haft bis zu zwei Wochen, allerdings nur noch, wenn es dadurch zu „erheblichem öffentlichen Ärgernis“ gekommen war. Zum 1. September 1970 wurde die Strafbarkeit des Konkubinats in Bayern abgeschafft. Heute werden eheähnliche Gemeinschaften im Allgemeinen nicht mehr als Konkubinat bezeichnet, und man spricht statt von einer „Konkubine“ von einer (festen) Freundin, Lebensgefährtin oder (Lebens-)Partnerin.

### Wortbedeutung in der Schweiz
Mitbedingt durch die späte Aufhebung der gleichnamigen Strafvorschriften hat in der Schweiz der Ausdruck Konkubinat die ehemals negativen oder ideologischen Konnotationen weitgehend verloren, die im übrigen deutschen Sprachraum erhalten geblieben sind (Helvetismus). Konkubinat wird hier als Synonym zu Begriffen wie „Ehe ohne Trauschein“, „wilde Ehe“, „nichteheliche Lebensgemeinschaft“, „konsensuale Lebensgemeinschaft“ oder „eheähnliche Gemeinschaft“ verwendet. Das Zusammenleben von zwei Personen, unabhängig vom Geschlecht, welche jedoch keinen Trauschein besitzen, wird als Konkubinat bezeichnet, sofern die betreffenden Personen nicht miteinander verwandt sind. Im Konkubinat leben Menschen aller Altersgruppen mit oder ohne Kinder zusammen.
Personen, welche in einem Konkubinat leben, haben einen anderen juristischen und sozialen Schutz als ein verheiratetes Paar. Mit einem Konkubinatsvertrag können Paare sich absichern.
Voraussetzungen:
Wenn ein Paar ein eheähnliches Zusammenleben führt, ist dies ein Konkubinat. Ein Vertrag ist nicht zwingend notwendig, dieser kann aber bei einer Trennung Streitigkeiten vorbeugen, denn er schafft beispielsweise Klarheit über das Aufteilen der Finanzen. Das Konkubinat kann jederzeit aufgelöst werden.
Bis vor einigen Jahren gab es in einigen Kantonen der Schweiz ein rechtlich festgesetztes Konkubinatsverbot, das zum Beispiel im Kanton Zürich folgendermaßen lautete: „Das Konkubinat ist untersagt. Die Gemeinderäte haben von Konkubinatsverhältnissen dem Statthalteramt Kenntnis zu geben. Dieses erlässt die erforderlichen Verfügungen zur Aufhebung des Verhältnisses unter Androhung strafrechtlicher Verfolgung wegen Ungehorsams.“ Das Konkubinatsverbot wurde in der Schweiz erst in jüngster Vergangenheit (im Kanton Zürich 1972, im Kanton Wallis 1995) aufgehoben. Für das Konkubinat bestehen heute kaum gesetzliche Bestimmungen, finanzielle Ansprüche (insbesondere betr. Mietrecht) werden nach den Regeln für die einfache Gesellschaft (Art. 530ff Obligationenrecht) entschieden. Durch Vertrag können die Konkubinatspartner die finanziellen Ansprüche auch anders regeln, solche Konkubinatsverträge werden aber selten abgeschlossen. Der letzte Kanton, in dem das Konkubinatsverbot abgeschafft wurde, war 1996 das Wallis.

### Verwandte Begriffe
Verwandte, teilweise auch bedeutungsgleiche Bezeichnungen für außereheliche oder nicht vollgültige, aber dauerhafte Beziehungen sind Kebse, Mätresse, Kurtisane oder Hetäre. Die veraltete, heute nur noch im Dialekt verwendete Bezeichnung Kebse (auch Kebs oder Kebsweib) bezog sich auf eine Zweit- oder Nebenehe, die Kebsehe, während Kennzeichen des Konkubinats gerade die fehlende Eheschließung ist. Eine Mätresse war hingegen die offiziell anerkannte Geliebte eines absolutistischen Fürsten und nahm an dessen Hof eine quasi-offizielle gesellschaftliche Rolle ein. Erst nach dem Ende des Absolutismus, als die Funktion der Mätresse am Hof weggefallen war, kam es zu einer Bedeutungsannäherung der Bezeichnungen Konkubine und Mätresse. Grundsätzlich nicht auf Dauer angelegt, wenn auch tatsächlich von gewisser Dauer, waren die Verbindungen der Kurtisanen, die vom 16. bis 19. Jahrhundert in gesellschaftlich gehobener Stellung wechselnde Beziehungen pflegten. Als Hetären bezeichnet man bestimmte, ebenfalls sozial anerkannte und gebildete Liebesdienerinnen der antiken Welt.

## Konkubinat im Alten Testament
Im alten Testament kommt der Begriff Pilegesch vor (in den Lutherbibeln bis 1912 mit Kebsweib, seitdem mit Nebenfrau wiedergegeben). Etymologisch ist der Begriff verwandt mit dem Altgriechischen παλλακίς pallakis, das Wort für Konkubine. Rechtlich waren die Pilegesch den regulären Ehefrauen untergeordnet. Nach der jüdischen Rechtsprechung im Babylonischen Talmud (Sanhedrin 21a) besaß eine Pilegesch keinen Heiratsvertrag und auch keine Heiratszeremonie.

## Konkubinat im Islam
Konkubinat als solcher Begriff kommt im Koran selbst nicht vor. In verschiedenen muslimischen Jurisprudenzen ist in der Regel jeder außereheliche Geschlechtsverkehr untersagt. Hierbei gab es allerdings eine Ausnahme: Eine sexuelle Beziehung eines männlichen Muslims mit seiner Sklavin ist nach dem Koran (Sure 23, 6) und allgemeiner Rechtsauffassung gestattet auf Basis der Interpretationen des Begriffes ‚Ma Malakat Aymanukum‘ (ما ملكت أيمانکم), ‚diejenigen unter eurer rechten Hand‘. Andere Koran-Exegeten widersprachen dieser Sicht jedoch vehement und merkten an, dass das Konkubinat vom Koran gänzlich verboten wurde. Die jeweiligen Islamischen Rechtsschulen sprachen, je nach Interpretation des besagten Verses, unterschiedliche Rechtsprechungen aus.
Der sexuelle Verkehr wurde nicht allein zur Lustbefriedigung praktiziert, sondern diente häufig dem Ziel, dem Patron Nachkommen zu verschaffen. Die Kinder, welche durch den Herren der Sklavin gezeugt wurden, waren frei und hatten den gleichen rechtlichen Status wie die Kinder einer seiner Ehefrauen (z. B. als Erben). Bei der Geburt eines freien Kindes erhielt die Konkubine den Status einer أمّ ولد / umm walad. Die Freiheit der Kinder einer Sklavin hing davon ab, ob der Patron seine Vaterschaft anerkannte. Die Nichtanerkennung war aber praktisch kaum realisierbar, da der Patron den verbotenen sexuellen Kontakt seiner Sklavin zu einem anderen Mann beweisen musste. Der rechtliche Status der Kinder einer umm walad war ein außergewöhnlicher Tatbestand, denn in anderen Kulturen, etwa im römischen Recht, war die Freiheit der Kinder einer Sklavin meistens nicht garantiert. Die Mutter eines freien Kindes zu sein, bedeutete in jedem Fall eine Aufwertung des Status der Sklavin. Solch ein Bedeutungsgewinn spiegelte sich auch in einem gehobenen rechtlichen Status der Sklavin wider, denn nach der Geburt eines freien Kindes durfte sie nach einhelliger Rechtsmeinung nicht mehr verkauft oder verliehen werden und erhielt beim Tod ihres Herrn die Freiheit. Diese Regelung hat sich nach Schacht (EI – umm walad) nicht schon zu Lebzeiten Muhammads, sondern erst unter dem Kalifen Umar durchgesetzt und ist durch die sich später bildenden Rechtsschulen bestätigt worden. Zu berücksichtigen ist aber, dass auch ummahat walad, sofern sie nicht schon vor dem Ableben des Patron freigelassen werden, weiterhin Sklavinnen waren, die keinerlei Sorgerecht für ihre Kinder trugen und auf die der Patron weiterhin ein volles Zugriffsrecht hatte. Welchen Status eine umm walad letztlich genoss, hing in erster Linie von ihrer gesellschaftlichen Akzeptanz ab. Unter frühabbasidischer Herrschaft war diese recht groß. Einzelne Konkubinen genossen zu jener Zeit sogar mehr Freiheiten als freie Frauen. Sie wurden z. T. berühmt, genossen große Anerkennung und führten ein luxuriöses Leben in Palästen und Gemächern mit eigenen Sklaven.
Die islamische Jurisprudenz verbot somit sexuelle Verfügungsgewalt, auch wenn diese in der Regel für den Herren einer Sklavin uneingeschränkt galt, immer dann, wenn es zu einem Kontakt mit einem Blutsverwandten gekommen wäre bzw. wenn ein Dritter ein sexuelles Anrecht auf die Sklavin hätte geltend machen können.